# ایندومتاسین فارنسیل
ایندومتاسین فارنسیل (انگلیسی: Indometacin farnesil) یک پیش‌دارو از ایندومتاسین (داروی ضدالتهابی غیراستروئیدی (NSAID)) است که برای کاهش بروز عوارض جانبی با استری شدن گروه کربوکسیل بر ایندومتاسین با فارنسول طراحی شده است. ایندومتاسین فارنسیل برای نخستین بار در سال ۱۹۹۱ در ژاپن تأیید شد و به ترتیب در ژاپن و اندونزی با نام تجاری Infree و Dialon در دسترس است.